# Трабиц
Трабиц (њем. Trabitz) општина је у њемачкој савезној држави Баварска. Једно је од 38 општинских средишта округа Нојштат ан дер Валднаб. Према процјени из 2010. у општини је живјело 1.346 становника. Посједује регионалну шифру (AGS) 9374148.

## Географски и демографски подаци
Трабиц се налази у савезној држави Баварска у округу Нојштат ан дер Валднаб. Општина се налази на надморској висини од 455 метара. Површина општине износи 26,7 km². У самом мјесту је, према процјени из 2010. године, живјело 1.346 становника. Просјечна густина становништва износи 50 становника/km².